# TurboCache
TurboCache es una tecnología de NVIDIA lanzada en 15 de diciembre de 2004 que permite usar memoria de sistema como memoria de vídeo en algunos modelos de placas de vídeo de la empresa, gracias la velocidad ofrecida por el bus PCI Express. Debido a su bajo coste de implementación y a las limitaciones de su funcionamiento, solo es utilizada en los modelos más accesibles a partir de la familia NVIDIA GeForce 6 (6xxx) Series.
El objetivo del desarrollo de la tecnología fue reducir el costo de las placas, manteniendo unas funciones razonables, así, la tarjeta gráfica requeriría una cantidad baja de memoria (generalmente entre 32 y 128 MB), exigiendo un costo de fabricación menor debido a la menor cantidad de módulos de memoria y al tamaño reducido de la placa necesaria (así como, el embalaje, coste de transporte y almacenamiento).
El bajo precio resultante y el bajo consumo característico de esas placas las hacen candidatas ideales para sistemas domésticos simples y notebooks.